# Spazio economico europeo
     Stati dell'UE che fanno parte dello SEE
     Stati AELS che fanno parte dello SEE
     Stato AELS che ha firmato l'accordo SEE ma non ha aderito
     Ex Stato dell'UE che faceva parte dello SEE

Stati dell'UE che fanno parte dello SEE
Stati AELS che fanno parte dello SEE
Stato AELS che ha firmato l'accordo SEE ma non ha aderito
Ex Stato dell'UE che faceva parte dello SEE

Lo Spazio economico europeo o Area economica europea conosciuto con le sigle SEE, AEE o EEA (in inglese European Economic Area) nacque il 1º gennaio 1994 in seguito a un accordo (firmato il 2 maggio 1992) tra l'Associazione europea di libero scambio (AELS) e l'allora Comunità europea (oggi Unione europea) con lo scopo di permettere ai Paesi AELS di partecipare al Mercato europeo comune senza dover essere membri dell'Unione.

## Membri
Con un referendum tenutosi il 6 dicembre 1992 la Svizzera decise di non prendere parte al SEE, ma il Paese è comunque legato all'Unione europea con vari accordi bilaterali.
I membri attuali sono 30: tre dei quattro Paesi aderenti all'AELS (Islanda, Liechtenstein e Norvegia, senza la Svizzera) e i 27 Stati membri dell'Unione europea.

## Allargamento futuro

### Stati dell'UE recentemente entrati
Quando un paese entra nell'Unione Europea non diventa necessariamente parte dello SEE in modo immediato, ma è obbligato a fare domanda di accesso. Con l'allargamento dell'Unione europea del 2004 sono entrati nell'UE Cipro, Repubblica Ceca, Estonia, Ungheria, Lettonia, Lituania, Malta, Polonia, Slovacchia e Slovenia, e l'allargamento ad essi dello SEE fu esteso in modo provvisorio a tutti i dieci Paesi dal 1° maggio 2004, data in cui è entrato in vigore l'accordo di adesione all'UE. Quando invece Bulgaria e Romania sono entrati nell'UE con l'allargamento dell'Unione europea del 2007 il 1° gennaio 2007 l'accordo per lo SEE non fu firmato fino al 25 luglio 2007, ed entrò in vigore provvisoriamente solo il 1° di agosto, e in modo completo il 9 novembre 2011.

#### Croazia
Prima dell'allargamento dell'Unione europea del 2013, che vide la Croazia accedere all'UE il 1° di luglio, non fu firmato un accordo di allargamento dello SEE. La Croazia firmò il proprio trattato di adesione il 9 novembre 2011, inviando la richiesta di ingresso nello SEE il 13 settembre 2012, con l'obiettivo di accedere a UE e SEE il 1º luglio del 2013, tuttavia l'ingresso nello SEE non avvenne in quella data.
Il 20 novembre 2013 fu annunciato il raggiungimento di un accordo, firmato l'11 aprile 2014 ed entrato in vigore provvisoriamente il giorno seguente nell'attesa della ratifica da parte di Croazia, Unione Europea e stati membri dello SEE. Al gennaio 2025 manca la firma dell'Unione Europea, mentre tutti gli stati membri hanno ratificato l'accordo.

### Futuri stati membri dell'UE
Al 2025 nove stati hanno lo status di candidati a diventare membri dell'Unione Europea: la Turchia (dal 1999), la Macedonia del Nord (dal 2005), il Montenegro (dal 2010), la Serbia (2012), l'Albania (dal 2014), la Moldavia (dal 2022), l'Ucraina (dal 2022), la Bosnia ed Erzegovina (dal 2022) e la Georgia (dal 2023). Il Kosovo inoltre ha formalizzato la propria domanda di adesione all'Unione Europea nel 2022, e viene considerato come candidato potenziale dall'UE.

## Libertà dello Spazio
Lo Spazio si basa su quattro libertà: la libera circolazione di merci, persone, servizi e capitali.

## Leggi
I Paesi membri non appartenenti all'UE hanno accettato di attuare una legislazione simile a quella dei 27 in campi come la politica sociale, la protezione dei consumatori, l'ambiente, le leggi sulle imprese e le statistiche.

## Istituzioni
Una commissione congiunta fra i membri non UE e la Commissione europea ha il compito di estendere i modelli legislativi dell'Unione agli altri Stati.
Ogni anno ci sono riunioni del Consiglio dello SEE per governare le relazioni complessive tra i membri, rappresentati da una parte dall'AELS e dall'altra dall'UE nelle loro istituzioni esecutive.